# Barbula serrulata
Barbula serrulata là một loài rêu trong họ Pottiaceae. Loài này được (Hook. & Grev.) Brid. mô tả khoa học đầu tiên năm 1827.